# فلويد ليفين
فلويد ليفين (بالإنجليزية: Floyd Levin)‏ هو مؤرخ موسيقى ‏ ومؤرخ أمريكي، ولد في 24 سبتمبر 1922، وتوفي في 29 يناير 2007.